# Hasarius arcigerus
Hasarius arcigerus är en spindelart som beskrevs av Karsch 1891. Hasarius arcigerus ingår i släktet Hasarius och familjen hoppspindlar. Inga underarter finns listade i Catalogue of Life.